# Dalbeattie
Dalbeattie (in Scots: Dawbeattie; in gaelico scozzese: Dail Bheithe) è una cittadina (e un tempo burgh) di circa 4.200 abitanti della Scozia sud-occidentale, facente parte dell'area amministrativa del Dumfries e Galloway (contea tradizionale: Kirkcudbrightshire) e situata lungo l'Urr Water.
Si tratta di un centro minerario (un tempo molto importante), conosciuta per questo come la "città di granito".

## Geografia fisica
Dalbeattie si trova nella parte meridionale dell'area amministrativa del Dumfries e Galloway, a sud-est del Loch Ken e a pochi chilometri dalla East Stewartry Coast (tratto di costa che si affaccia sul Solway Firth) ed è situata tra Castle Douglas e Dumfries (rispettivamente ad est della prima e a sud-ovest della seconda) , a circa 20 km. a nord-.est di Kircudbright.
È adagiata lungo la sponda orientale dell'Urr Water, nei pressi del tratto maggiormente navigabile di questo specchio d'acqua.

## Società

### Evoluzione demografica
Al censimento del 2011, Dalbeattie contava una popolazione pari a 4.227 abitanti.
La cittadina ha conosciuto quindi un decremento demografico rispetto al 2001, quando contava 4.289 abitanti, e soprattutto al 1991, quando contava 4.421 abitanti.

## Storia
Negli anni ottanta del XVIII secolo furono aperte nei dintorni delle miniere. La cittadina fu però progettata negli anni novanta del XVIII secolo per volontà di due proprietari terrieri, George Maxwell di Munches e Alexander Copland di Kingsgrange.
L'industria mineraria di Dalbeattie conobbe il suo apice agli inizi del XX secolo, quando venivano estratte 70.000 tonnellate di granito l'anno.

## Monumenti e luoghi d'interesse
Tra gli edifici d'interesse di Dalbeattie, figura il municipio cittadino, risalente alla fine del XX secolo.

## Sport
- La squadra di calcio locale è il Dalbeattie Star Football Club, club fondato nel 1906[8].